# Aldébaran-Klasse
Die Aldébaran-Klasse war eine Klasse von acht Kanonenbooten („Canonnières“) der französischen Marine, die von 1916 bis 1940 in Dienst standen.

## Allgemeines
Die Boote waren für die Geleitsicherung und U-Boot-Jagd konzipiert.  Sie waren 81,5 m lang und 10,5 m breit, hatten 4,2 m Tiefgang und verdrängten 1470 Tonnen. Die Maschinenanlage bestand aus zwei Kesseln und einer Dreifachexpansions-Dampfmaschine, die 2800 PS erzeugte. Die Höchstgeschwindigkeit lag bei 17,5 Knoten. Die Boote waren mit zwei 13,9-cm-Kanonen L/45 und zwei 75-mm-Kanonen L/35 bewaffnet sowie mit zwei Wasserbombenwerfern und einem Wasserbombenablaufgestell am Heck. Die Besatzung zählte 103 Mann.
Ein Boot ging im Ersten Weltkrieg verloren. Die übrigen wurden nach dem Krieg zu Avisos Erster Klasse umklassifiziert. Sie wurden, mit einer Ausnahme, in den Jahren 1933–1936 ausgemustert. Lediglich die Altair war noch bis 1940 in Dienst.

## Schiffe der Klasse
| Name      | Bauwerft                          | Kiellegung     | Stapellauf        | Indienststellung | Verbleib                                                                                 |
| --------- | --------------------------------- | -------------- | ----------------- | ---------------- | ---------------------------------------------------------------------------------------- |
| Aldébaran | Barclay, Curle & Co. Ltd, Glasgow | 1916           | 19. Mai 1916      | Juli 1916        | gestrichen 1934                                                                          |
| Algol     | Barclay, Curle & Co. Ltd, Glasgow | 1916           | 17. Juni 1916     | Juli 1916        | gestrichen 1935                                                                          |
| Altair    | William Hamilton & Co., Glasgow   | Februar 1916   | 6. Juli 1916      | September 1916   | gestrichen 1940                                                                          |
| Antarès   | William Hamilton & Co., Glasgow   | März 1916      | 4. September 1916 | Oktober 1916     | gestrichen 1936                                                                          |
| Bellatrix | D. & W. Henderson & Co., Glasgow  | 1916           | 29. Mai 1916      | Juli 1916        | gestrichen 1933                                                                          |
| Rigel     | D. & W. Henderson & Co., Glasgow  | 1916           | 6. Juli 1916      | August 1916      | versenkt am 2. Oktober 1916 durch das deutsche U-Boot SM U 35, vor der algerischen Küste |
| Cassiopée | Barclay, Curle & Co. Ltd, Glasgow | September 1916 | 10. Februar 1917  | April 1917       | gestrichen 1933                                                                          |
| Régulus   | Barclay, Curle & Co. Ltd, Glasgow | September 1916 | 19. März 1917     | Mai 1917         | gestrichen 1935                                                                          |